# レネー・シモンイス
レネー・ロドリゲス・シモンイス（René Rodrigues Simões、1952年12月17日 - ）は、ブラジルの元サッカー選手、指導者。ポジションはミッドフィールダー。

## 来歴
1994年にジャマイカ代表監督に就任。1998 FIFAワールドカップ・北中米カリブ海予選・最終予選では3位となり、史上初のワールドカップ出場に導いた。1998 FIFAワールドカップでは、グループステージで1勝2敗で敗退した。